# Crypsiprora
Crypsiprora là một chi bướm đêm thuộc họ Erebidae.

## Các loài
- Crypsiprora ophiodesma Meyrick, 1902
- Crypsiprora orthogramma Turner, 1936
- Crypsiprora peratoscia Hampson, 1926